# Wereldzwervers
De wereldzwervers (Pantala) vormen een geslacht van insecten dat behoort tot de orde libellen (Odonata) en de familie korenbouten (Libellulidae). Het geslacht telt 2 soorten.

## Soorten
- Pantala flavescens (Fabricius, 1798) – Wereldzwerver
- Pantala hymenaea Say, 1840